# Anomis planalis
Anomis planalis är en fjärilsart som beskrevs av Swinhoe 1902. Anomis planalis ingår i släktet Anomis och familjen nattflyn. Inga underarter finns listade i Catalogue of Life.

## Bildgalleri

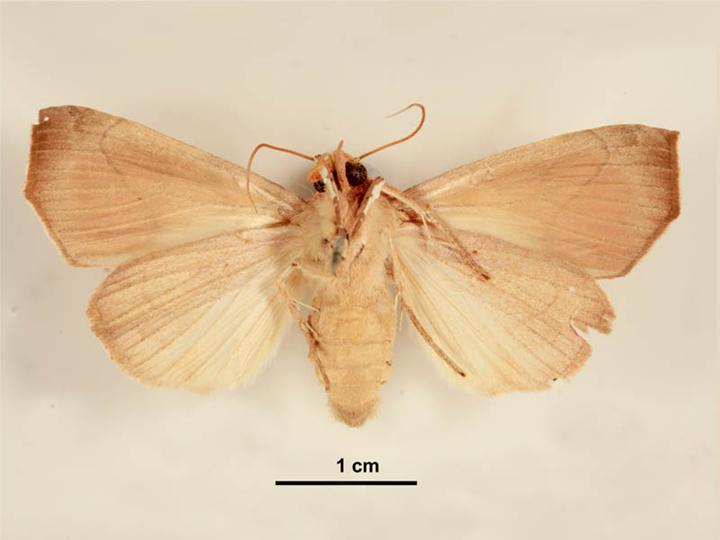
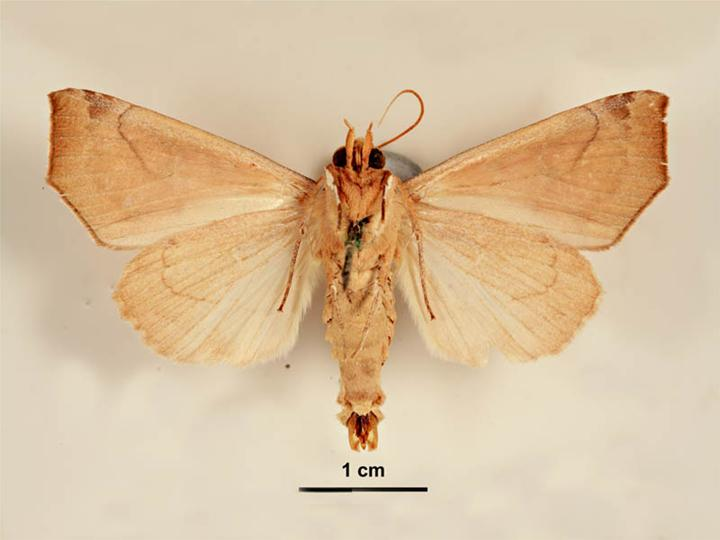